# Walter Samuel (2e vicomte Bearsted)
Walter Samuel, 2e vicomte Bearsted, est un homme d'affaires britannique, militaire et collectionneur d'art, né le 13 mars 1882 à Londres et mort le 8 novembre 1948.

## Biographie
Walter Samuel est le fils de Marcus Samuel, le président-fondateur de la Shell Transport and Trading Company, l'une des deux sociétés-mères (avec la Royal Dutch Petroleum Company) du groupe Shell. Après une scolarité au collège d'Eton puis à celui d'Oxford, il participe à la Première Guerre mondiale en tant que capitaine du Queen's Own West Kent Yeomanry (en). Il est décoré de la Military Cross.
En 1921, il prend la tête du conseil d'administration de la compagnie pétrolière Shell, à la suite du départ à la retraite de son père. En 1927, à la mort de ce dernier, il devient deuxième vicomte Birstead et entre à la Chambre des lords.
À nouveau incorporé, il est colonel d'un service de renseignements au cours de la Seconde Guerre mondiale.

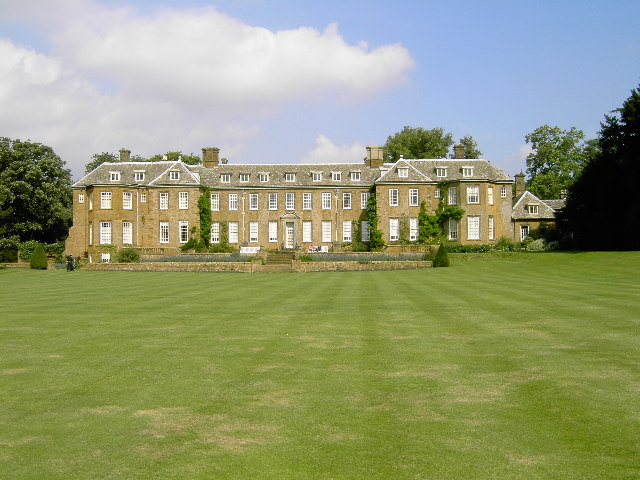
Sa propriété d'Upton House.

Il a par ailleurs des activités de philanthrope et de collectionneur d'art. Il conserve dans sa propriété d'Upton House dans le Warwickshire des tableaux de Jérôme Bosch, Pieter Jansz Saenredam, William Hogarth, Thomas Gainsborough, George Stubbs, Le Greco et Jean Fouquet. Il lègue sa propriété et l'ensemble de ses collections au National Trust. Il contribue à la création d’hôpitaux et de maternité.
Issu d'une famille juive, il a encouragé l'immigration des Juifs allemands au Royaume-Uni, après l'arrivée au pouvoir des nazis en 1933, et milité pour le retour de la paix en Palestine.